# Meč a magie

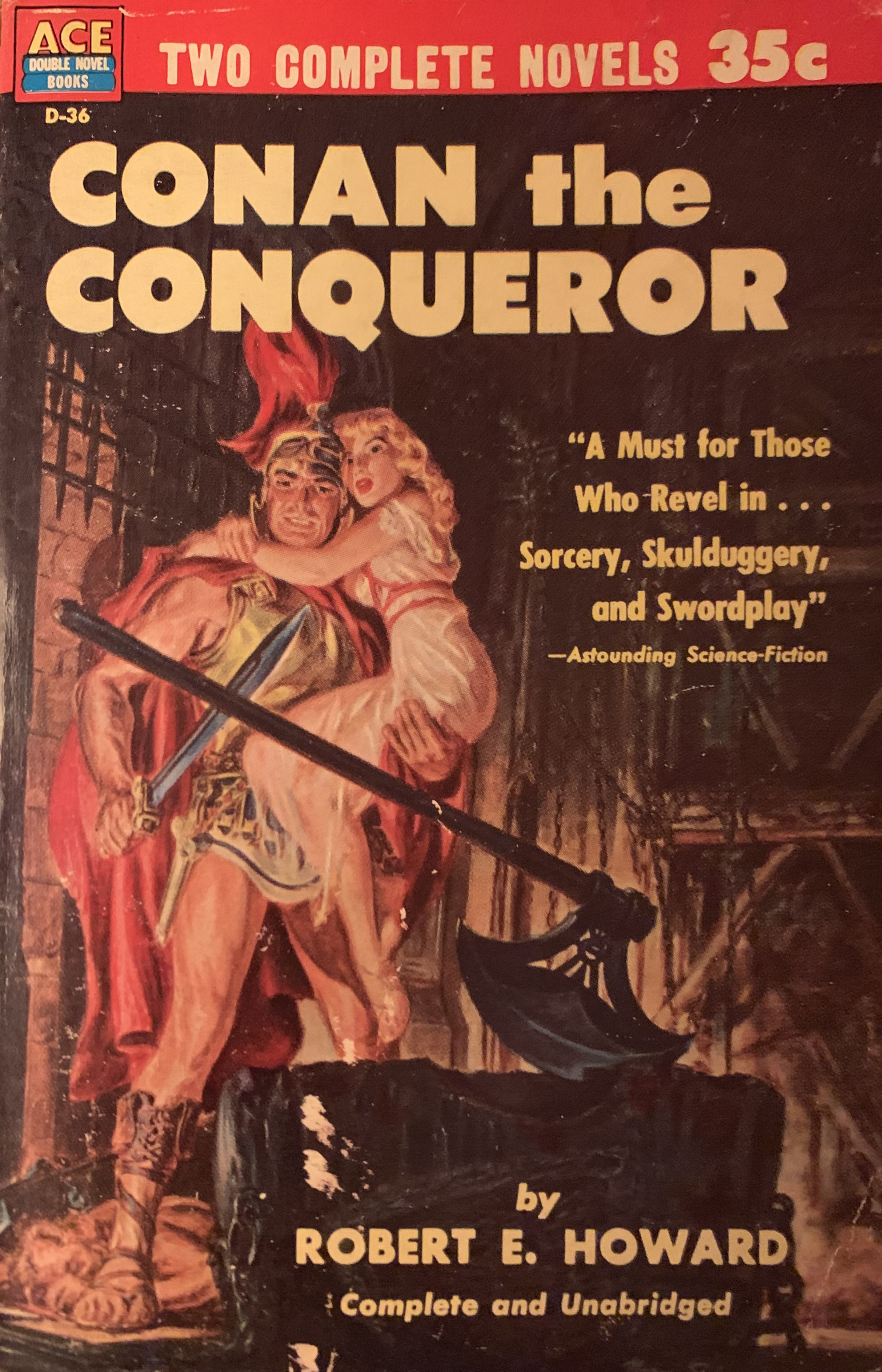
Obálka knihy obsahující dva příběhy barbara Conana – emblematického hrdiny žánru meč a magie

Meč a magie (anglicky Sword and sorcery) je označení žánru nebo podžánru fantasy, které zavedl Fritz Leiber počátkem 60. let 20. století. Jedná se o dobrodružné příběhy zaměřené na děj a napětí, obvykle kratšího rozsahu – nejčastěji se jedná o povídky. Díla typu meč a magie jsou publikována převážně v rámci fantasy literatury, ale také jako fantasy filmy a v dalších médiích – svéráznou podobu má ve výtvarném umění a v komiksu.
Žánr meč a magie je ve svých počátcích pevně spjat s prostředím pulpových časopisů a s dílem Roberta E. Howarda, především pak s dobrodružnými příběhy barbara Conana, svalnatého válečníka z dávné Cimmerie ve smyšlené minulosti Země. Conan si získal stálé místo v moderní mytologii a měl vliv na další díla, jako Meče proti smrti nebo Meče z Lankhmaru od Fritze Leibera nebo také Zloděj duší a Bouřenoš a další příběhy o Elrikovi z Melniboné, jejichž autorem je Michael Moorcock. K dalším významným autorům patří také L. Sprague de Camp, Lin Carter či Poul Anderson. V některých starších českých textech se užívalo také překladu „meč a čarodějnictví“.
Vrcholu popularity dosáhl literární žánr meč a magie kolem roku 1970, ve filmové oblasti pak na počátku 80. let, v souvislosti s conanovskými filmy s Arnoldem Schwarzeneggerem v hlavní roli. Jako žánr, který klade důraz na fyzickou zdatnost hlavního hrdiny a jeho schopnost dobývat si bohatství, politickou moc a krásné ženy, bývá někdy kritizován za přílišnou stereotypnost, sexismus nebo sympatie k fašistickému pohledu na svět.

## Vymezení a původ

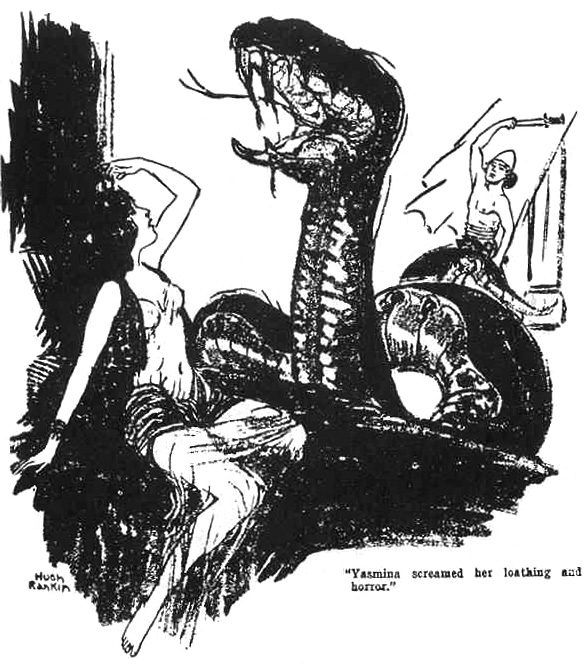
Ilustrace ke conanovské povídce „Lidé černého kruhu“, ilustrátor Hugh Rankin, publikováno ve Weird Tales v listopadu 1934

Meč a magie má blízko k žánrovému označení „hrdinská fantasy“ a někdy jsou obě označení vnímána jako synonyma. U některých autorů, kteří oba žánry vnímají jako blízce příbuzné, se lze setkat se snahou o vystižení rozdílu, který je od sebe odlišuje. Podle Neffa a Olši je hrdinská fantasy soustředěna více na boj, zatímco meč a magie klade větší důraz na kouzla. Joseph A. McCullough a C. Palmer-Patelová spatřují rozdíly mezi zmíněnými subžánry v šíři záběru. Meč a magie podle nich vypráví o střetnutí hrdiny s dílčí překážkou či nepřítelem, zatímco hrdinská fantasy nabízí velkolepý střet o osud světa mezi dobrem a zlem, řádem a chaosem či podobně zásadními principy. Meč a magie ukazuje protagonistu, který se snaží o naplnění vlastních cílů, často bez hlubšího poselství nebo přesahu, kdežto hrdina v hrdinské fantasy má podle tohoto pojetí až mytické proporce, často naplňuje osudové předurčení a obětuje se.
Spojení „meč a magie“ jako žánrové označení vytvořil v roce 1961 Fritz Leiber na žádost Michaela Moorcocka, který stál o název pro subžánr fantasy, ve kterém se „svalnatí hrdinové utkávají s nejrůznějšími protivníky, především čaroději, čarodějnicemi, zlými duchy a dalšími bytostmi, jejichž moc je – v kontrastu ke schopnostem hrdiny – nadpřirozeného původu“. Podle Johna Clutea, Davida Langforda a Roze Kaveneyho jsou praotci žánru Alexandre Dumas starší, autor Tří mušketýrů a dalších dobrodružných románů, a na něj navazující tvůrcové jako Rafael Sabatini, autor románu Scaramouche. Typický protagonista meče a magie podle nich propojuje charakteristiku Dumasova hrdiny D'Artagnana (impulzivnost, inteligence, zdatnost s mečem) a mušketýra Porthose (rozložitost a fyzická síla, zemitost, loajalita, schopnost nebrat v potaz společenský řád). Významnou roli při utváření meče a magie pak hrál také E. R. Eddison.

## Autoři
Žánr v pravém slova smyslu se však zrodil až v prostředí pulpových časopisů v prvních dekádách 20. století, přičemž důležitým raným tvůrcem byl Edgar Rice Burroughs, zejména v marťanském cyklu Barsoom. Hlavní postavou žánru se ve 30. letech 20. století stal Robert E. Howard s prózami o barbaru Conanovi. Trio nejvýznamnějších tvůrců pak doplňuje Fritz Leiber, jenž je autorem samotného označení „meč a magie“ a tvůrcem příběhů o Fafhrdovi a Šedém Myšilovovi (Meče z Lankhmaru, Meče proti smrti), a Michael Moorcock s povídkami a romány o Elrikovi z Melniboné (Zloděj duší, Bouřenoš). K dalším uznávaným autorům patří C. L. Mooreová (s hrdinkou Jirel z Joiry), Robert Jordan nebo Andrzej Sapkowski (příběhy o Zaklínači).

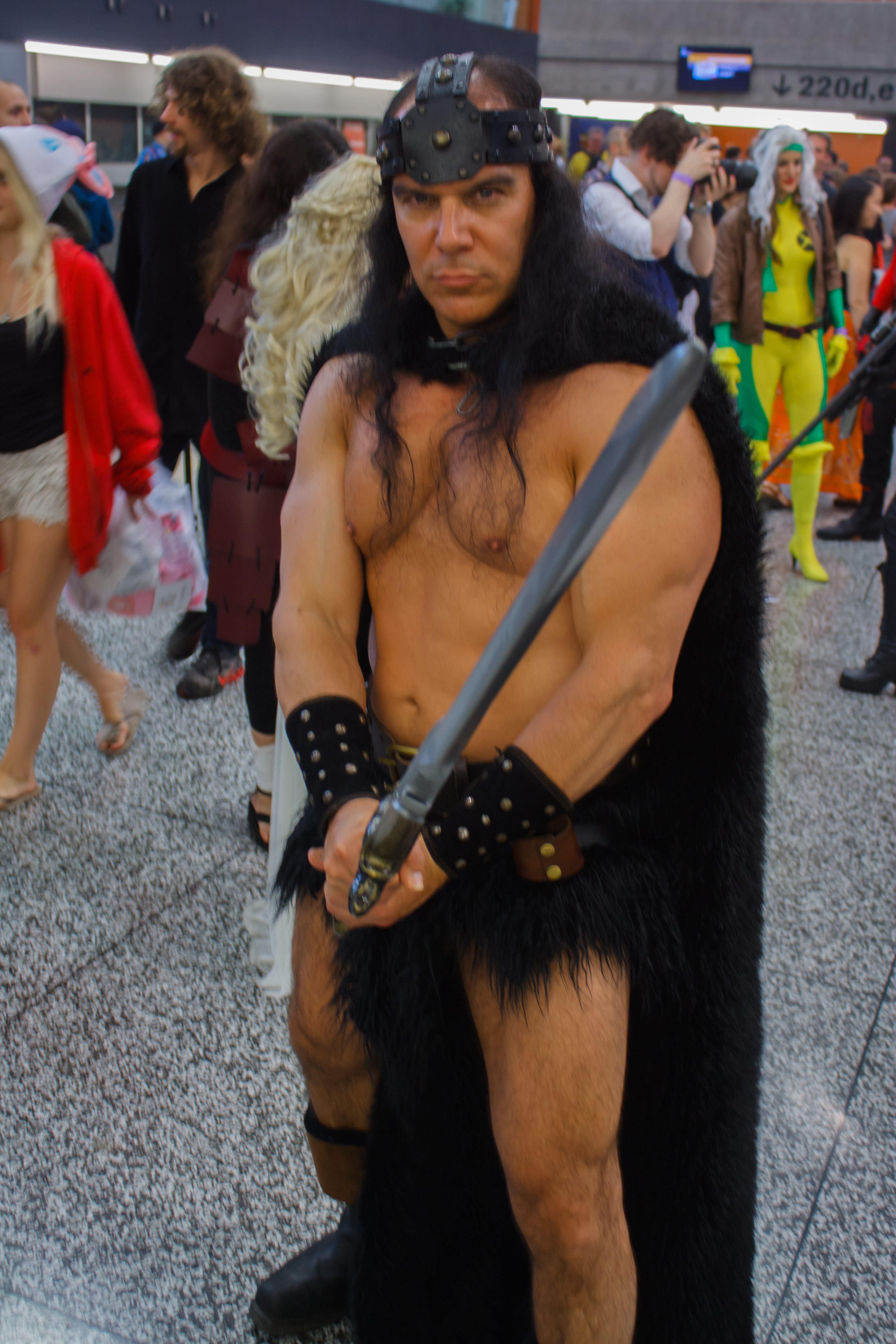
Cosplay barbara Conana na montrealském Comicconu v roce 2016

K dalším autorům patří Clarke Ashton Smith s příběhy o zemi Zothique ve smyšlené budoucnosti Země a Eric John Stark. Velké vzepětí přišlo v 60. a 70. letech, kdy byly kromě Moorcockových textů publikovány také čtyři významné žánrové antologie. V 80. letech žánru přispěli svými díly Michael Shea, Barbara Hamblyová a Glen Cook (Černá legie vyprávějící o skupině žoldáků). Objevily se rovněž snahy o spojení meče a magie s humorem, a to u autorů jako Craig Shaw, Dan McGirt a John Morressy (příběhy o čaroději Kedrigernovi). Četné odkazy k meči a magii činil ve svých románech ze Zeměplochy také Terry Pratchett. Mečem a magií se dále nechali inspirovat Samuel R. Delany, Robin Bailey, Marion Zimmer Bradley (která do žánru vnesla feministické prvky), Kenneth Bulmer, David Drake, Diane Duane, John Grant, Robert Holdstock, John Jakes, Tanith Lee, Brian Lumley, John Norman, Andrew J. Offutt, Fred Saberhagen (Knihy mečů), Karl Edward Wagner a Roger Zelazny (Prokletý Dilvish).
Filmová tvorba, kterou lze přiřadit k meči a magii, se natáčela především v 80. letech: Drakobijce (1981), Meč a čaroděj (1982), Barbar Conan (1982), Ničitel Conan (1984), Rudá Sonja (1985) nebo Willow (1988).
V českém prostředí na konci 20. století na žánr navázala rozvíjející se fantasy tvorba a česká akční škola. V 90. letech vyšla řada původně českých příběhů o Conanovi, když se nakladatelstvím nepodařilo získat autorská práva na texty některých Howardových epigonů a významný vliv měla také recepce zaklínačských próz Andrzeje Sapkowského. Tvorbě dobrodružných příběhů se věnovali Vladimír Šlechta (Krvavé pohraničí, Miroslav Žamboch (cyklus o Koniášovi), a především nebývale úspěšný Jiří Kulhánek. K dalším výrazným představitelům žánru pak patří Leonard Medek, jehož dobrodružné texty ze série Dobrodruh, zasazené na počátek 20. století, byly v narážce na meč a magii někdy ironicky označovány jako „kvér a magie“. Mečem a magií byli volně inspirováni i další autoři „přiznaně pokleslých textů“ jako František Kotleta a Štěpán Kopřiva, pohybující se však spíše na pomezí sci-fi a splatterpunku.